# 盘古翼龙属
盘古翼龙（学名：Pangupterus，意为“盘古之翼”）是一属来自中国早白垩世九佛堂组的翼手龙亚目翼龙，由吕君昌等人于2016年首次描述、命名。
其所知于一块基本完整的下颌骨，吻尖生有36颗以某角度突出的细长匀称的锥形牙齿。部分牙齿较小，属于替换齿。牙齿有着超过4（1.6英寸）每颗的较高密度，尽管牙齿间距宽于牙齿本身的直径。此类牙齿在九佛堂组任何其它有类似材料的有齿翼龙中均未发现，这种特殊牙齿形态表明该动物拥有食鱼生活习性。
尽管未进行系统发育分析以确认其亲缘关系，但盘古翼龙上颌骨末端有一小型齿状突起，这种突起亦见于帆翼龙科的龙城翼龙及帆翼龙身上。2022年，周长付等人将盘古翼龙鉴定为梳颌翼龙科成员而不予置评。